# Sandcastles
Sandcastles é uma canção da cantora estadunidense Beyoncé, gravada para seu sexto álbum de estúdio Lemonade.  O vídeo musical da música faz parte de um filme de uma hora com o mesmo título que seu álbum original, originalmente exibido na HBO em 23 de abril de 2016. Beyoncé realizou uma performance da música em um medley junto com "Love Drought" no 59º Grammy Awards em 12 de fevereiro de 2017 e logo após a performance seu videoclipe foi publicado em seu canal do Youtube/Vevo.

## Composição
"Sandcastles" é uma balada com temas de perdão e reconciliação. Conforme afirmado por Gerrick D. Kennedy, do Los Angeles Times, após o lançamento da Lemonade, muitos pensaram que foi inspirado por uma infidelidade que seu marido Jay-Z cometeu. Segundo ele, "Sandcastles", "uma das faixas mais emocionais do álbum" 

## Antecedentes
"Sandcastles" foi inicialmente escrito por Vincent Berry II, inspirado pela decepção de seu relacionamento de dez anos com uma namorada. Foi escrito em conjunto com Malik Yusef, que surgiu uma ideia de uma faixa chamada" We Built Sandcastles That Washe Away " que ele cantou em um piano com "letras de influência gospel". Vincent Berry II imediatamente se relacionou com a letra e prometeu que seria sua "última vez que escreveu uma música sobre essa garota" enquanto também "colocando tudo isso". A música foi oferecida inicialmente ao artista de gravação Teyana Taylor, embora Berry achasse mais adequado para Beyoncé. No entanto, Taylor não gravou a música e Berry foi convidada para um estúdio com outro compositor chamado Midian Mathers, que gritou ao ouvir "Sandcastles" Berry, Mathers e Yusef trabalharam mais na música, com Mathers cantando como uma demo.
Mathers então tocou a música para Teresa LaBarbera Whites  uma executiva da A&R na editora BMG Rights Management, que assinou com Beyoncé e o grupo de garotas do Destiny's Child na gravadora Columbia Records no início de suas carreiras. Quando ela disse a Mathers que estava coletando músicas para o próximo álbum de estúdio de Beyoncé, o Mathers apresentou seu áudio de "Sandcastles". Durante uma entrevista com Los Angeles Times, Berry lembrou o momento em que a música foi tocada para LaBarbera: "Midian era como se ele fosse me matar e ele não deu permissão, mas acho que esse é o tipo de música que Beyonce precisa cantar. Ela tocou isso. Teresa começou a chorar. Eu fiz essa música para me curar e acho que é isso que as pessoas experimentam quando ouvem. Beyoncé recebeu "Sandcastles" em fevereiro de 2015, mais de um ano após a gravação da música. Berry, era um sem-teto no momento em que a música foi incluída na lista de faixas da Lemonade, não queria assinar um acordo de publicação e optou por manter a posse da música, dizendo: "Eu queria possuí-la e essa é uma estrada mais difícil Isso significava ser desabrigado e dormir em carros e garagens e estúdios e era o que eu estava disposto a fazer. Eu sabia que não consegui assinar um acordo de publicação sabendo o que eles são - essencialmente um empréstimo de alto interesse. Por que eu tomaria esse tipo de acordo?  "Eventualmente, ele recebeu uma chamada da equipe do cantor informando-lhe que a música que ele escreveu foi incluída no álbum, juntamente com um crédito de produção que ele compartilharia com Beyoncé. A versão final da música apresentou novas letras no final, escritas por Beyoncé: "E seu coração está quebrado porque eu me afastei / Me mostre suas cicatrizes e não vou me afastar. E eu sei que prometi que não poderia ficar , baby / [Mas] todas as promessas não funcionam dessa maneira ", que de acordo com Berry teve mais sentido como ela foi inspirada por uma relação marido e mulher diferente da dele.

## Videoclipe
Seu videoclipe faz parte do filme de uma hora com o mesmo título que seu álbum original, originalmente exibido na HBO. Possui cenas de Beyoncé chorando e de Jay-Z, que a abraça e se junta a ela.

Gerrick D. Kennedy do Los Angeles Time chamou de " A mais íntima e intensamente demonstração do casal mais privado do pop."

Foi publicado em seu canal do Youtube/Vevo em 12 de fevereiro de 2017.

## Desempenho nas tabelas musicais

### Posições
| Tabela musical (2016)                                  | Melhor posição |
| ------------------------------------------------------ | -------------- |
| Austrália Urban Singles                                | 11             |
| Canadá (Canadian Hot 100)                              | 79             |
| Escócia (The Official Charts Company)                  | 45             |
| Estados Unidos (Billboard Hot 100)                     | 43             |
| Estados Unidos (Top R&B/Hip-Hop Songs)                 | 27             |
| França (Syndicat National de l'Édition Phonographique) | 109            |
| Reino Unido (UK Singles Chart)                         | 57             |
| Reino Unido (UK R&B Singles Chart)                     | 21             |
| Suécia (Sverigetopplistan)                             | 16             |